# چگونه با مادرتان آشنا شدم (فصل ۱)
فصل اول مجموعه تلویزیونی چگونه با مادرتان آشنا شدم در ۱۹ سپتامبر ۲۰۰۵ شروع شد و در ۱۵ می ۲۰۰۶ به پایان رسید. این سریال در ایالات متحده توسط شبکه سی بی اس در شب‌های دوشنبه ساعت ۸:۳۰ پخش می‌شد. این فصل شامل ۲۲ قسمت بوده که هر کدام در حدود ۲۲ دقیقه می‌باشند.

## داستان
در سال ۲۰۳۰ تد موزبی (با صدای باب سگت) داستان آشنایی با همسرش را برای پسر و دخترش تعریف می‌کند.
داستان در سال ۲۰۰۵ آغاز می‌شود. تد (با بازی جاش رادنر) به همراه دوستان دوران دانشگاهش مارشال اریکسون (با بازی جیسون سیگل) که هم‌اکنون دانشجوی حقوق است و لیلی آلدرین (با بازی آلیسون هانیگان) که معلم مهد کودک است زندگی می‌کند. مارشال و لیلی در ابتدای قسمت اول تصمیم به ازدواج می‌گیرند و این موضوع باعث می‌شود که تد به فکر ازدواج بیفتد. البته این موضوع با مخالفت دوست دیگر تد بارنی استینسون (با بازی نیل پاتریک هریس) روبرو می‌شود. بارنی یک شخصیت خوش پوش و خوش گذران است و شغل نامعلومی دارد
تد با گزارشگر تلویزیون رابین شرباتسکی (با بازی کوبی اسمالدرز) آشنا می‌شود و به سرعت عاشق او می‌شود. اما رابین نمی‌خواهد به سرعت وارد یک رابطه عاشقانه شود. این دو تصمیم میگرند که صرفاً دوست باشند اما…

## بازیگران

### شخصیت‌های اصلی
- جاش رادنر در نقش تد موزبی
- جیسون سیگل در نقش مارشال اریکسن
- کوبی اسمالدرز در نقش رابین شرباتسکی
- نیل پاتریک هریس در نقش بارنی استینسون
- آلیسون هانیگن در نقش لیلی آلدرین
- باب سگت در نقش تد موزبی آینده (فقط صدا)

### شخصیت‌های دوره‌ای و مهمان
- لیندزی فونسکا در نقش پنی دختر تد
- دیوید هنری در نقش لوک پسر تد
- مارشال منش در نقش رانجیت
- چارلنه آمویا در نقش وندی
- برایان کالن در نقش بیلسون
- جو نیوز در نقش کارل
- دیوید برتکا در نقش اسکوتر
- الکسیس دنیسوف در نقش سندی ریورز
- ویرجینیا ویلیامز در نقش کلودیا باورز
- مت بورن در نقش استوارت باورز
- اشلی ویلیامز در نقش ویکتوریا

## قسمت‌ها
| شم. کلی | شم. در فصل | عنوان                                         | کارگردان     | نویسنده                 | تاریخ انتشار اصلی | کد تولید | US تعداد بیننده (میلیون) |
| ------- | ---------- | --------------------------------------------- | ------------ | ----------------------- | ----------------- | -------- | ------------------------ |
| ۱       | ۱          | «قسمت آزمایشی»                                | پاملا فرایمن | کارتر بیز و کریگ توماس  | ۱۹ سپتامبر ۲۰۰۵   | 1ALH79   | 10.94                    |
| ۲       | ۲          | «زرافه بنفش»                                  | پاملا فرایمن | کارتر بیز و کریگ توماس  | ۲۶ سپتامبر ۲۰۰۵   | 1ALH01   | 10.40                    |
| ۳       | ۳          | «طعم شیرین آزادی»                             | پاملا فرایمن | فیل لرد و کریستوفر میلر | ۳ اکتبر ۲۰۰۵      | 1ALH02   | 10.44                    |
| ۴       | ۴          | «بازگشت پیراهن»                               | پاملا فرایمن | کورتنی کنگ              | ۱۰ اکتبر ۲۰۰۵     | 1ALH03   | 9.84                     |
| ۵       | ۵          | «باشه عالی»                                   | پاملا فرایمن | کریس هریس               | ۱۷ اکتبر ۲۰۰۵     | 1ALH04   | 10.14                    |
| ۶       | ۶          | «کدو تنبل شلخته»                              | پاملا فرایمن | برندا اسو               | ۲۴ اکتبر ۲۰۰۵     | 1ALH05   | 10.89                    |
| ۷       | ۷          | «خواستگار»                                    | پاملا فرایمن | کریس مارسیل و سم جانسون | ۷ نوامبر ۲۰۰۵     | 1ALH07   | 10.55                    |
| ۸       | ۸          | «دوئل»                                        | پاملا فرایمن | گلوریا کالدرون کلت      | ۱۴ نوامبر ۲۰۰۵    | 1ALH06   | 10.35                    |
| ۹       | ۹          | «شکم پر از بوقلمون»                           | پاملا فرایمن | فیل لرد و کریستوفر میلر | ۲۱ نوامبر ۲۰۰۵    | 1ALH09   | 10.29                    |
| ۱۰      | ۱۰         | «حادثه آناناس»                                | پاملا فرایمن | کارتر بیز و کریگ توماس  | ۲۸ نوامبر ۲۰۰۵    | 1ALH08   | 12.27                    |
| ۱۱      | ۱۱         | «لیموزین»                                     | پاملا فرایمن | کریس مارسیل و سم جانسون | ۱۹ دسامبر ۲۰۰۵    | 1ALH10   | 10.36                    |
| ۱۲      | ۱۲         | «عروسی»                                       | پاملا فرایمن | کورتنی کنگ              | ۹ ژانویه ۲۰۰۶     | 1ALH11   | 11.49                    |
| ۱۳      | ۱۳         | «درامول، لطفا»                                | پاملا فرایمن | گلوریا کالدرون کلت      | ۲۳ ژانویه ۲۰۰۶    | 1ALH12   | 10.82                    |
| ۱۴      | ۱۴         | «زیب، زیب، زیب»                               | پاملا فرایمن | برندا اسو               | ۶ فوریه ۲۰۰۶      | 1ALH13   | 10.94                    |
| ۱۵      | ۱۵         | «شب بازی»                                     | پاملا فرایمن | کریس هریس               | ۲۷ فوریه ۲۰۰۶     | 1ALH14   | 9.82                     |
| ۱۶      | ۱۶         | «کیک فنجونی»                                  | پاملا فرایمن | ماریا فراری             | ۶ مارس ۲۰۰۶       | 1ALH15   | 10.15                    |
| ۱۷      | ۱۷         | «زندگی در میان گوریل‌ها»                       | پاملا فرایمن | کارتر بیز و کریگ توماس  | ۲۰ مارس ۲۰۰۶      | 1ALH16   | 9.80                     |
| ۱۸      | ۱۸         | «بعد از ساعت 2 بامداد هیچ اتفاق خوبی نمی‌افتد» | پاملا فرایمن | کارتر بیز و کریگ توماس  | ۱۰ آوریل ۲۰۰۶     | 1ALH17   | 7.65                     |
| ۱۹      | ۱۹         | «مری پارالگال»                                | پاملا فرایمن | کریس هریس               | ۲۴ آوریل ۲۰۰۶     | 1ALH18   | 7.60                     |
| ۲۰      | ۲۰         | «بهترین پروم تاکنون»                          | پاملا فرایمن | ایرا اونگرلیدر          | ۱ مه ۲۰۰۶         | 1ALH19   | 7.24                     |
| ۲۱      | ۲۱         | «شیر»                                         | پاملا فرایمن | کارتر بیز و کریگ توماس  | ۸ مه ۲۰۰۶         | 1ALH20   | 8.07                     |
| ۲۲      | ۲۲         | «بیا دیگه»                                    | پاملا فرایمن | کارتر بیز و کریگ توماس  | ۱۵ مه ۲۰۰۶        | 1ALH21   | 8.64                     |

## بازخورد‌
فصل اول چگونه با مادرتان آشنا شدم نقدهای متفاوتی از منتقدان تلویزیون دریافت کرد. متاکریتیک، یک سایت جمع‌آوری نقد که نظرات انتقادی را جمع‌آوری می‌کند، به فصل اول از ۲۵ نظر جمع‌آوری‌شده امتیاز ۶۹ را داد که به معنای «بررسی‌های عموماً مطلوب» است. بسیاری از منتقدان نمایش را با کمدی کمدی فرندز که اخیراً به پایان رسیده مقایسه کردند ، برخی آن را "جانشین شایسته" و برخی دیگر "به خوبی اجرا شده... پاره کردن" نامیدند. از جمله آن را در لیست سالانه "بهترین های تلویزیون" خود، جیمز پونیووزیک از تایم مشاهده کرد که "فقط چند قسمت بعد از شروع نمایش، نویسندگان این شخصیت ها را درون و بیرون می شناسند". با این حال، پونیوزیک پیش فرض نمایش، روایت تد آینده، را به عنوان یک «حواس پرتی حیله گر» به سخره گرفت. هال بوئدکر از اورلاندو سنتینل مخالف بود، و گفت که "پیچ و خم باید بینندگان را بازگرداند" و پنج سرنخ را به عنوان "غیرقابل مقاومت" تحسین کرد. ای. وی. کلاب همچنین فرض را «برنده» و بازیگران را «جذاب‌کننده» خواند، اما از این که نمایش خیلی به خطوط استاندارد کمدی کمدی نزدیک است، شکایت کرد، مانند داگ الفمن از شیکاگو سان-تایمز که فیلمنامه را چیزی بیش از یک سری "جوک های ارزان" تحقیر کرد.
رابرت بیانکو از یواس‌ای تودی خوش‌بین‌تر بود و «بازیگران خوب» و «فیلمنامه طنز» را تحسین کرد و این سریال را «مخترع‌ترین» سریال‌های جدید آن سال نامید. نیویورک تایمز گفت که این نمایش "از تماشای آن لذت بخش بود" "پتانسیل بهبود" دارد، اما "انقلابی" نمی کند یا یک پدیده فرهنگ پاپ را شروع نمی کند. چارلی مک کولوم از مرکوری نیوز می‌نویسد که چگونه با مادرتان آشنا شدم نامزد اصلی برای جایگزینی دوستان بود.در رده کمدی، نمایش را به عنوان "چیزی با شوخ طبعی و جذابیت قابل توجه" ستایش کرد. او نویسندگان را به خاطر «نقشه‌ای تازه به تکه‌ها و تکه‌های فرمول کمدی کمدی» و بازیگران به‌خاطر «اصابت به تمام استوانه‌ها از همان صحنه اول» تحسین کرد و پیش‌بینی کرد که نمایش می‌تواند یک موج خلاقانه غیرمنتظره در بین تماشاگران باشد.